# Cabanès (Aveyron)
 Cabanès  (en occitano Cabanés) es una población y comuna francesa, situada en la región de Mediodía-Pirineos, departamento de Aveyron, en el distrito de Rodez y cantón de Naucelle.

## Demografía
| 419 | 349 | 311 | 291 | 237 | 220 |
| Para los censos de 1962 a 1999 la población legal corresponde a la población sin duplicidades (Fuente: INSEE [Consultar]) |     |     |     |     |     |